# П'ятигорський Олександр Мойсейович
Олекса́ндр Мойсейо́вич П'ятиго́рський (рос. Александр Моисеевич Пятигорский; 30 січня 1929, Москва — 25 жовтня 2009, Лондон) — російський і англійський філософ, дисидент, філолог, перекладач і письменник. Добре обізнаний у вивченні мов, він знав санскрит, тамільську, палі, тибетську, німецьку, російську, французьку, італійську та англійську мови. В некролозі, опублікованому в англомовній газеті The Guardian, він був названий «людиною, яку багато хто вважав одним з найвизначніших мислителів епохи й найбільшим російським філософом».

## Біографія

### Ранні роки
П'ятигорський народився в Москві. Його батько, Моше, інженер і викладач Сталінського металургійного технікуму, з початком Другої світової війни був направлений на завод з виробництва зброї на Уралі (місто Нижній Тагіл), де обійняв посаду головного інженера з виробництва зброї. Олександр працював на заводі під час війни. Бувши поганим учнем з математики, хімії та фізики, Олександр був двічі виключений зі школи. Паралельно вивчав латину та деякі інші мови з простої цікавості. Він був ненажерливим читачем і читав майже все, що потрапляло йому до рук.

### Навчання та робота в СРСР
У Московському державному університеті вивчав філософію, який закінчив у 1951 році. Переїхав до Сталінграда, де викладав історію в середній школі, а потім повернувся до Москви й вступив до Інституту сходознавства як «фахівець з тамільської мови та індології». 1960 року уклав перший російсько-тамільський словник. У 1963 році під впливом Юрія Лотмана, який працював у Тартуському університеті, разом з Лотманом, В'ячеславом Івановим, Володимиром Топоровим та іншими був залучений до створення Тартусько-Московської семіотичної школи. Школа розробила теоретичні засади та номенклатуру нового підходу в семіотиці для вивчення суспільства, свідомості та культури.
У 1964 році друг П'ятигорського, поет Йосип Бродський, був засуджений до п'яти років внутрішнього заслання. Наступного року на підтримку письменників Юлія Даніеля та Андрія Синявського П'ятигорський разом з іншими російськими інтелектуалами виступив на захист письменників:
|   | ...підписав листа з протестом проти порушення прав письменників, а згодом взяв участь у першій правозахисній демонстрації на Пушкінській площі. |
| — | |

Його дослідження та теоретичні спостереження про роль мислення та філософії в давній південноазійській культурі та суспільстві дехто з підозрою сприймав як витончено опосередкований спосіб нападу на радянську систему. Знаючи, що вони є ймовірними об'єктами стеження КДБ, він і його колеги-індологи збиралися в кімнаті Московського інституту сходознавства, де вони вступали в «палкі дебати... на санскриті». 1968 року його виключили зі Східного інституту.
П'ятигорський продовжував читати лекції в Московському університеті. Так само продовжував свої індологічні дослідження, все більше займаючись буддійською думкою, а також більш загальною роботою над метатеорією свідомості, психологією, семіотикою та філософією загалом, співпрацюючи з різними російськими філософами та мислителями поза межами індології. Головним серед них був його близький друг, філософ Мераб Мамардашвілі. Під впливом німецького ідеалізму Мамардашвілі був заступником редактора провідного журналу «Вопросы философии» (укр. Питання філософії), а також головним представником так званої «Московської методологічної школи». Серед учасників семінарів Московської школи були: Олександр Зінов'єв, Евальд Ільєнков, Георгій Щедровицький, Борис Грушин, Лефевр та інші. Дехто вважає, що Школа є джерелом найважливіших розробок у філософії післявоєнного періоду, які конкурують з усім, що було зроблено в західній аналітичній традиції. Школа залишається практично невідомою на Заході, оскільки її члени були змушені працювати за «залізною завісою» в умовах жорсткої закритості та репресій радянського зразка. Одним із його друзів був також індолог і теоретик культури Давид Зільберман, який у 1968-1972 роках був аспірантом професора Юрія Левади. Разом вони обговорювали проблеми розвитку свідомості. Після еміграції вони зберегли дружбу і продовжували наукову співпрацю аж до смерті Зільбермана в липні 1977 року. Книга П'ятигорського «Мислення і спостереження» (рос. Мышление и наблюдение), опублікована в Ризі у 2002 році, була присвячена Давиду Зільберману і містила відверте зізнання про вплив Зільбермана на думку автора.
У 1972 році радянська влада заарештувала буддійського вчителя П'ятигорського Дандарона. Також кілька учнів Дандарона були ув'язнені. Дандарон був відправлений до радянського трудового табору, де він загинув у 1974 р. У цей же період Мамардашвілі та П'ятигорський написали у співавторстві книгу «Символ і свідомість: Метафізичне обговорення свідомості, символізму та мови» (рос. Символ и сознание. Метафизические рассуждения о сознании, символике и языке), Єрусалим (1982), російською мовою. Цей абстрактний і складний текст, що поєднує західні та східні терміни, дехто вважає найбільш значущою філософською працею, написаною російською мовою.
Написаний за два роки до від'їзду П'ятигорського з Радянського Союзу до Британії в 1974 році, рукопис був вивезений з країни британсько-чеським соціальним філософом Ернестом Ґеллнером. Варто зазначити, що текст був написаний в умовах погіршення ситуації, пов'язаної з новими політичними репресіями проти російської інтелігенції з боку радянської держави. «Посилення обмежень» відбулося після короткого періоду послаблення радянського контролю над інтелектуальною діяльністю, який тривав з середини 1960-х до початку 1970-х років.

### Період еміграції
Виїхавши з Радянського Союзу в 1974 році до Ізраїлю, П'ятигорський потрапив до Оксфордського університету, куди його запросили прочитати кілька лекцій. Але перші часи в Лондоні були важкими для його сім'ї (на момент від'їзду у нього залишилося кілька дітей і вагітна дружина). Він приїхав до Лондона влітку і не мав нормальної роботи, заробляв лише 6,5 фунтів на день. Він прийняв кілька запрошень читати лекції, але вирішив залишитися в Лондоні. В Оксфорді він швидко познайомився з Ісаєю Берліном та Лєшеком Колаковським. У 1975 році він приєднався до колективу Школи східних і африканських студій Лондонського університету в якості лектора, отримавши схвальні відгуки Берліна, який, як повідомляється, одного разу сказав «П'ятигорський просто геній!». Примітно, що П'ятигорський не вважав себе дисидентом, він покинув Радянський Союз просто тому, що йому було нудно, він відчував, що там чогось бракує.
Працюючи в SOAS, П'ятигорський написав численні журнальні статті, а також передмови та розділи до книг у різних наукових галузях. Він написав кілька великих наукових праць, серед яких: Буддійська філософія думки (англ. The Buddhist philosophy of thought, 1984), Міфологічні дискусії (англ. Mythological Deliberations, 1993) та Хто боїться масонів? (англ. Who’s Afraid of Freemasons?, 1997). Робота про масонство стала бестселером з соціології та філософії релігійної віри. У 1991 році він став професором стародавньої історії Південної Азії, з якої пішов у відставку у 2001 році як почесний професор.
Протягом останніх двох десятиліть свого життя П'ятигорський написав низку філософських романів російською мовою, за один з яких у 2000 році отримав премію імені Андрія Бєлого. Його перший роман, «Філософія маленької вулиці» (рос. Философия одного переулка), був опублікований у Москві в 1994 році. Книга була добре сприйнята, ще більше утвердивши його репутацію в російських інтелектуальних колах, одночасно висунувши його на передній план суспільної свідомості. Потім вийшли «Згадати дивну людину» (рос. Вспомнишь странного человека, 1999) та «Древній чоловік у місті» (рос. Древний человек в городе, 2001). Як прозаїк він приєднується до обраної компанії тих небагатьох філософів, яким вдалося успішно перейти у світ літератури, включаючи Жана-Поля Сартра, Альбера Камю, Умберто Еко та Олександра Зінов'єва. Він також успішно перейшов у світ кіно. Про нього був знятий документальний фільм «Філософ утік» (рос. The Philosopher Escaped, 2005) режисера Улдіса Тіронса про життя філософа, а також він зіграв роль індійського купця у фільмі свого друга Отара Іосселіані «Полювання на метеликів» (рос. Охота на бабочек).
П'ятигорський не любив традиційний академічний жаргон і більшу частину свого життя дотримувався принципу, що вчені повинні публікуватися якомога менше на тій підставі, що публікація перериває процес мислення. Його лекційний стиль був жвавим і самобутнім: він умів із значним ефектом говорити про найзагадковіші і найскладніші поняття. Ходячи туди-сюди, курячи, коли це ще дозволялося, він іноді зупинявся, щоб поспостерігати за тим, як догорає його сигарета, і робив паузу перед тим, як перейти до наступного пункту. Ніколи не було помічено, щоб він звертався до нотаток. Він був одружений чотири рази і мав п'ятьох дітей: Галю, Макса, Іллю, Вероніку та Анну. Помер 25 жовтня 2009 року.

## Праці
- Пятигорский А. М., Рудин С. Тамильско-русский словарь. – М.: 1960.
- Пятигорский А. М. Материалы по истории индийской философии. – М.: 1962.
- Piatigorsky, A., Zilberman, D. The Emergence of Semiotics in India. 1976.
- Пятигорский А. М., Мамардашвили М. К. Символ и сознание. Метафизические рассуждения о сознании, символике и языке. – Иерусалим, 1982. (переиздание М.: 1997).
- Piatigorsky, A. Buddhist Studies: Ancient and Modern. 1983.
- Piatigorsky, A. The Buddhist philosophy of thought. – Totowa, N. J.: 1984.
- Piatigorsky, A. Mythological Deliberations. – L.: 1993.
- Пятигорский А. М. Избранные труды. – М.: 1996.
- Piatigorsky, A. Who’s Afraid of Freemasons? The Phenomenon of Freemasonry. – L.: 1997.
- Piatigorsky, A. The Bhagavat Gita. Element Classic of World Spirituality Editions. 1997.
- Пятигорский А. М. Мышление и наблюдение. – Рига, 2002.
- Пятигорский А. М. Избранные труды. – М.: 2005.

### Художні твори та есеїстика
- Пятигорский А. М. Философия одного переулка (London, 1989; М., 1994)
- Пятигорский А. М. Вспомнишь странного человека (М., 1999)
- Пятигорский А. М. Рассказы и сны. (М., 2001)
- Пятигорский А. М. Древний человек в городе (М., 2001)
- Пятигорский А. М. Мышление и наблюдение (Рига, 2002)
- Пятигорский А. М. Непрекращаемый разговор (М., 2004).